# Сантимбру (Харгита)
Сантимбру (рум. Sântimbru) насеље је у Румунији у округу Харгита у општини Сантимбру. Oпштина се налази на надморској висини од 646 m.

## Становништво
Према подацима из 2002. године у насељу је живело 1995 становника.

### Попис2002.
| Расподела становништва по националности 2002.‍ | Расподела становништва по националности 2002.‍ | Расподела становништва по националности 2002.‍ | Расподела становништва по националности 2002.‍ | Расподела становништва по националности 2002.‍ |
| --------------------------------------------- | --------------------------------------------- | --------------------------------------------- | --------------------------------------------- | --------------------------------------------- |
|                                               |                                               |                                               |                                               |                                               |
| Мађари                                        | Мађари                                        |                                               | 1.969                                         | 98,8%                                         |
| Роми                                          | Роми                                          |                                               | 23                                            | 1,2%                                          |